# Chaetostomella completa
Chaetostomella completa är en tvåvingeart som först beskrevs av Kapoor, Malla och Soumyendra Nath Ghosh 1979.  Chaetostomella completa ingår i släktet Chaetostomella och familjen borrflugor. Inga underarter finns listade i Catalogue of Life.